# Gothmog (Troisième Âge)
Pour le Balrog, voir Gothmog.
Gothmog est un personnage du légendaire de l'écrivain britannique J. R. R. Tolkien, apparaissant dans Le Seigneur des anneaux. Un autre personnage du légendaire porte ce nom, Gothmog, seigneur des Balrog, apparaissant dans Le Silmarillion.

## Histoire
Au cours du Troisième Âge, un personnage nommé Gothmog, de race inconnue, lieutenant de Morgul, apparaît lors de la bataille des Champs du Pelennor décrite dans Le Retour du roi. Il combat dans l'armée de Sauron pendant la guerre de l'Anneau. Lorsque le Roi-Sorcier d'Angmar est tué par Éowyn et Merry, il prend le commandement des troupes pour le reste de la bataille des Champs du Pelennor. On ne sait pas ce qu'il advient de lui, mais l'auteur sous-entend que les principaux lieutenants de Sauron ont été tués lors du siège de Minas Tirith, ce qui laisse à penser qu'il meurt également.
La nature du personnage de Gothmog est inconnue : il pourrait être un chef orque ou un homme au service de Sauron, ou bien encore un Nazgûl, cette dernière hypothèse étant cohérente avec son titre de lieutenant de Morgul, cité des Esprits Servants de l'Anneau, et le fait qu'il prenne la relève du Roi-Sorcier après la disparition de celui-ci.

## Adaptations
Dans le jeu de société War of the Ring de 1977, Gothmog est un Nazgûl, le deuxième en puissance après le Roi-Sorcier. ICE l'a désigné dans ses jeux de rôles comme un semi-troll.
Dans le film de Peter Jackson Le Retour du roi, Gothmog est un Orque, joué par l'acteur Lawrence Makoare (qui interprète également le Roi-Sorcier et Lurtz), et dont la voix est doublée par Craig Parker (interprète d'Haldir). Il y est particulièrement laid, sa peau étant rose et son bras gauche, comme la partie gauche de son visage, étant horriblement déformés, il semble d’ailleurs que ce bras soit inutilisable, car il ne s'en sert jamais. Dans la version longue du film, il tente de tuer Éowyn mais Aragorn lui coupe le bras droit et Gimli l'achève en lui coupant la tête.
C'est un personnage jouable dans les jeux vidéo d'Electronic Arts La Bataille pour la Terre du milieu II - L'Avènement du roi-sorcier, Tactics et Le Tiers-Âge. Il est téléchargeable dans L'Âge des conquêtes.